# Smadj
 (décembre 2019).
Si vous disposez d'ouvrages ou d'articles de référence ou si vous connaissez des sites web de qualité traitant du thème abordé ici, merci de compléter l'article en donnant les références utiles à sa vérifiabilité et en les liant à la section « Notes et références ».
Smadj, de son vrai nom Jean-Pierre Smadja, né en 1966 à Tunis, est un musicien français d'origine tunisienne. Il joue du oud dans le groupe duOud, qu'il a fondé avec Medhi Haddab, ancien membre du trio Ekova. Smadj a collaboré avec des musiciens comme Magic Malik, Stefano di Battista ou Eric Truffaz sur son dernier album Selin. Il a également joué avec Ibrahim Maalouf.  Il a étudié à Louis Lumière. Le premier album qui a créé est sorti en 1994. Son développement artistique s'est caractérisé par la transformation du jazz en sons éclectiques ou à l'inverse. Mais c'est seulement dans les années 2000 qu'il s'est fait vraiment connaître par le grand public.

## Discographie
| Année | Album              |
| ----- | ------------------ |
| 2000  | New Deal           |
| 2005  | Take It and Drive  |
| 2005  | Smadj Presents SOS |
| 2009  | Selin              |
| 2014  | Block Party - EP   |
| 2015  | Spleen             |
| 2015  | 2 Curlies          |
| 2017  | Solotronic         |